# Apostolisch vicariaat Guapi
Het apostolisch vicariaat Guapi (Latijn: Vicariatus Apostolicus Guapiensis) is een rooms-katholiek apostolisch vicariaat met als zetel Guapi, in Colombia. Het apostolisch vicariaat is vrijgesteld en valt als immediatum direct onder de Heilige Stoel, zonder te behoren tot een kerkprovincie. 

## Geschiedenis
Het apostolisch vicariaat werd opgericht op 5 april 1954, als de apostolische prefectuur Guapi, uit delen van de apostolische prefectuur Tumaco. Op 13 februari 2001 werd het verheven tot apostolisch vicariaat. 

## Parochies
Het apostolisch vicariaat had in 2020 een oppervlakte van 10.000 km2 en telde 147.600 inwoners waarvan 97,0% rooms-katholiek was.

## Ordinarii

### Prefecten
- José de Jesús Arango Velázquez (23 april 1954 - 28 november 1969)
- José Miguel López Hurtado (28 november 1969 - 10 juni 1982)
- Alberto Lee López (8 maart 1985 - 3 december 1992)
- Rafael Morales Duque (5 mei 1994 - 13 februari 2001)

### Apostolisch vicarissen
- Hernán Alvarado Solano (13 februari 2001 - 31 januari 2011)
- Carlos Alberto Correa Martínez (3 december 2013 - heden)

## Galerij van afbeeldingen

Wapen van het apostolisch vicariaat Guapi